# Ekaterina Tarnopolskaja
Ekaterina Tarnopolskaja (geboren in Moskau, Sowjetunion) ist eine russische Pianistin, die ihren ständigen Wohnsitz in Deutschland hat.

## Leben
Ekaterina Tarnopolskaja begann ihre pianistische Ausbildung in ihrer Heimatstadt Moskau und vervollständigte sie an der Musikhochschule „Franz Liszt“ in Weimar. Als Solistin konzertierte sie mit diversen Orchester von der Niederbayrischen Philharmonie über die Jenaer Philharmoniker bis zu den Berliner Symphoniker.
Daneben bildet Korrepetition ein Schwerpunkt ihres künstlerischen Schaffens. Sie wirkte von 2002 bis 2011 als Studienleiterin am Landestheater Niederbayern. Korrepetitionsaufgaben führten sie unter anderem noch nach Bozen, Linz, Kaiserslautern, Klagenfurt, Moskau und Wien.
Neben dem Musiktheater widmet sich die Pianistin der Kammermusik und der Liedbegleitung. Auf ihre Initiative kam es zur Gründung des Kammermusikensembles „Poetrion“, für dessen Konzertreihe „...zwischen den Zeilen“ sie die künstlerische Leitung übernommen hat.
Sie hat seit 2009 in Stuttgart einen Lehrauftrag für Korrepetitionslehre an der dortigen Hochschule für Musik, und ab 2011 zusätzlich für Solorepetition an deren Opernschule sowie ab 2012 zusätzlich einen Lehrauftrag für Repertoiregestaltung an der Hochschule für Musik in Mannheim. Außerdem ist sie Gastprofessorin am Konservatorium Izmir.
Ekaterina Tarnopolskaja lebt mit ihrer Familie, dem Bassbariton Wieland Satter und ihrer beiden Kindern, in Kaiserslautern.